# حبیب فدایی
حبیب فدایی شاعر و فعال مدنی اهل ایران است. وی درپی اعتراضات تابستان ۱۴۰۰ ایران در شهر جونقان بازداشت شد و پس از مدتی آزاد شد.

## اعتراضات تابستان ۱۴۰۰ ایرانو بازداشت
حبیب فدایی، به‌علت شعار دادن علیه نظام جمهوری اسلامی، به روانه زندان شد. پس از این اتفاق، شماری از همشهریانش در اعتراض به بازداشت وی تظاهرات کردند. در ویدئویی که از حبیب به انتشار درآمده، وی شعار «زندگی انسانی، جمهوری ایرانی» سر می‌دهد.

### واکنش‌ها
پس از اینکه وی بازداشت شد، شماری از همشهریانش در شهر جونقان تجمع کرده و خواستار آزادی وی شدند؛ پس از یک روز حبیب فدایی آزاد شد.